# Шарама (деревня)
Шарама — деревня в Нижнесергинском районе Свердловской области России, входит в состав Михайловского муниципального образования Нижнесергинского муниципального района. 

## География
Деревня Шарама расположена в 33 километрах (по автодороге в 37 километрах) к югу-юго-западу от города Нижние Серги, на берегу реки Шарамы (левого притока реки Уфы), вблизи её устья. В окрестностях деревни проходит автотрасса Нижние Серги — Арти.

## Население
| 2002 | 2010 | 2021 |
| ---- | ---- | ---- |
| 131  | ↗146 | ↘81  |